# Noël Lemire

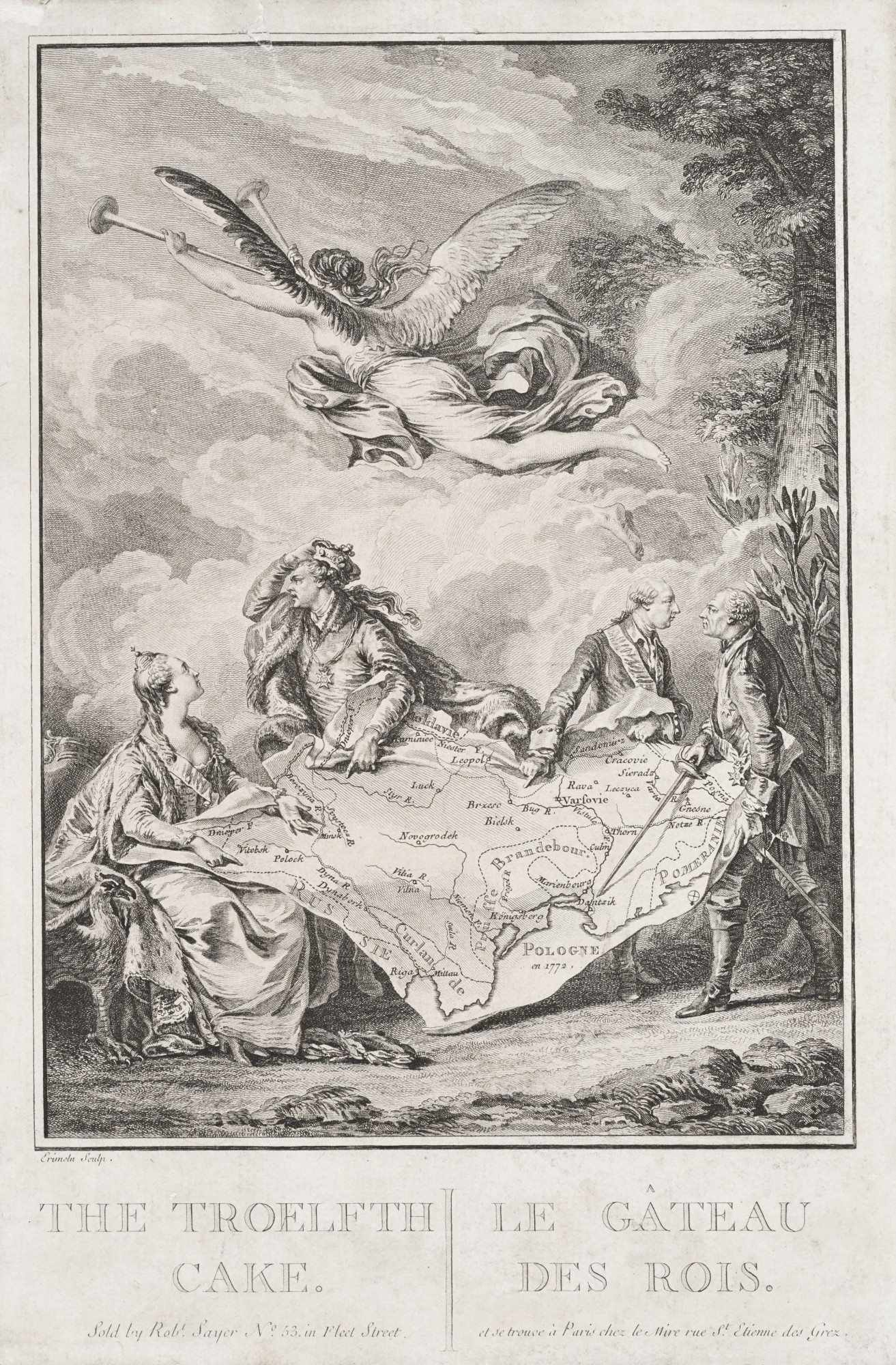
Nicolas Noël Le Mire nach Jean-Michel Moreau, Le gâteau des rois

Noël Lemire (* 20. November 1724 in Rouen; † 21. März 1801 in Paris), auch Le Mire und Erimeln, war ein französischer Kupferstecher. 
Zu seinen bekanntesten Werken zählt der Kupferstich Pologne en 1772, eine satirisch-allegorische Darstellung der ersten Teilung Polens im Jahr 1772 durch die beteiligten Herrscher, die auf einer Landkarte auf die neuen Grenzen weisen: Stanislas August sucht die von seinem Kopf fallende Krone festzuhalten, Katharina II., Joseph II., Friedrich II. zeigen auf die neuen Grenzen des von ihnen geteilten Polens.
| Personendaten    | Personendaten                |
| ---------------- | ---------------------------- |
| NAME             | Lemire, Noël                 |
| ALTERNATIVNAMEN  | Le Mire, Noël; Erimeln, Noël |
| KURZBESCHREIBUNG | französischer Kupferstecher  |
| GEBURTSDATUM     | 20. November 1724            |
| GEBURTSORT       | Rouen                        |
| STERBEDATUM      | 21. März 1801                |
| STERBEORT        | Paris                        |